# 62 e 62b Cadogan Square

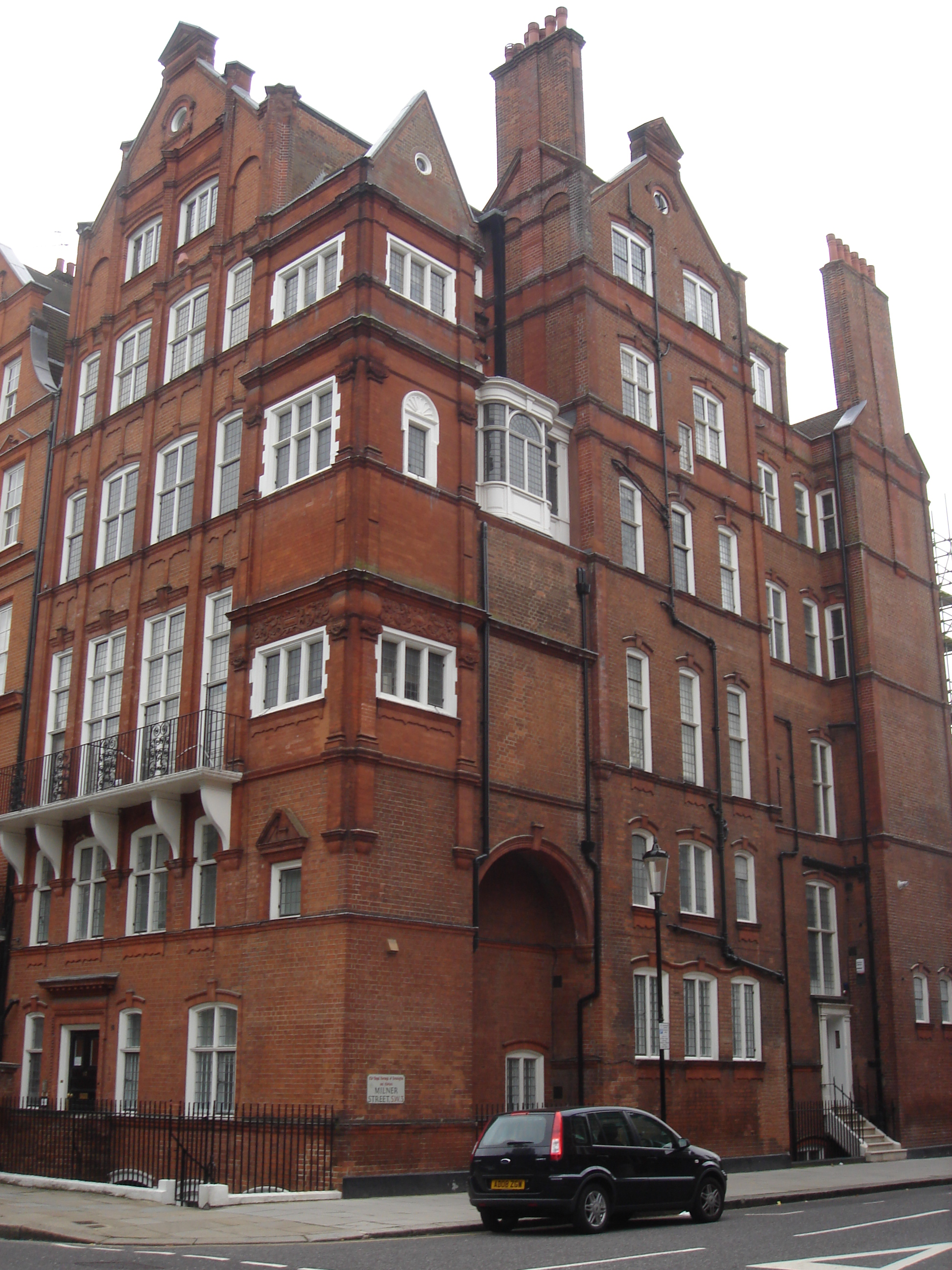
Vista parcial do edifício.

62 e 62b Cadogan Square é um prédio na Praça Cadogan, Londres.
Foi construído no ano de 1883 e o arquiteto responsável pelo projeto foi Richard Norman Shaw.